# Prefecto de Arequipa
El cargo de prefecto del departamento de Arequipa fue un cargo antiguo que existió desde la independencia del Perú. La duración estimada del prefecto era entre 1 o 4 años. El cargo fue creado cuando la intendencia de Arequipa fue extinguida. El cargo de prefecto fue extinguido entre los años 1990 o 2000 siendo sustituido por el cargo de presidente regional.

## Lista de Prefectos del departamento de Arequipa (1825-2000)
| Nombre                                           | Inicio | Término |  |
| ------------------------------------------------ | ------ | ------- |  |
| Francisco de Paula Otero                         | 1825   | 1826    |  |
| Mariano de la Llosa y Vizcarra                   | 1826   | 1826    |  |
| Antonio Gutiérrez de la Fuente                   | 1826   | 1828    |  |
| Juan Francisco Reyes                             | 1829   | 1829    |  |
| Juan Pardo de Zela y Vidal                       | 1829   | 1830    |  |
| Manuel Amat y Leon                               | 1831   | 1831    |  |
| Blas Cerdeña                                     | 1831   | 1832    |  |
| Pío Tristán                                      | 1832   | 1833    |  |
| Juan José Salas                                  | 1833   | 1834    |  |
| Manuel Cuadros Loayza                            | 1834   | 1834    |  |
| Andrés Martínez (Perú)                           | 1834   | 1834    |  |
| Blas Cerdeña                                     | 1834   | 1835    |  |
| Anselmo Quiroz                                   | 1835   | 1835    |  |
| Pío Tristán                                      | 1835   | 1836    |  |
| Manuel de Mendiburu                              | 1836   | 1836    |  |
| Juan Pablo Fernandini                            | 1836   | 1837    |  |
| Pedro Antonio de la Torre y Luna-Pizarro         | 1837   | 1840    |  |
| Pedro José de Gamio y Araníbar                   | 1840   | 1840    |  |
| José Ildefonso Coloma                            | 1840   | 1840    |  |
| Manuel Estremadoyro y Vázquez-Franco de la Rocha | 1840   | 1841    |  |
| Luis Gamio y Aranibar                            | 1841   | 1842    |  |
| Mariano Pío Cornejo                              | 1842   | 1842    |  |
| Manuel Ignacio de Vivanco                        | 1843   | 1843    |  |
| Pedro Cisneros de la Torre                       | 1844   | 1847    |  |
| Juan Antonio Pezet                               | 1847   | 1849    |  |
| Pedro Cisneros de la Torre                       | 1849   | 1850    |  |
| Juan Mariano de Goyeneche y Barreda              | 1850   | 1851    |  |
| José de Rivero y Bezoaín                         | 1851   | 1854    |  |
| Francisco Llosa y Benavides                      | 1854   | 1855    |  |
| Pedro Diez Canseco Corbacho                      | 1855   | 1855    |  |
| José Antonio Berenguel Berrogaray                | 1856   | 1859    |  |
| Mariano Ignacio Prado Ochoa                      | 1859   | 1860    |  |
| Pedro Bustamante                                 | 1860   | 1861    |  |
| Manuel Diez Canseco Corbacho                     | 1861   | 1861    |  |
| Ramón Vargas Machuca                             | 1861   | 1864    |  |
| Mariano Ignacio Prado Ochoa                      | 1864   | 1865    |  |
| Domingo Gamio                                    | 1865   | 1865    |  |
| Mariano Pío Cornejo                              | 1865   | 1866    |  |
| Miguel Valle Riestra                             | 1866   | 1869    |  |
| Pedro Balta y Montero                            | 1870   | 1871    |  |
| Pedro José Bustamante y Alvizuri                 | 1871   | 1871    |  |
| Juan Corrales Melgar                             | 1872   | 1873    |  |
| Javier de Osma                                   | 1873   | 1875    |  |
| ???                                              | 1875   | 1877    |  |
| Belisario Suárez                                 | 1877   | 1878    |  |
| José María Ugarteche y Gutierréz Cossío          | 1878   | 1878    |  |
| Diego Masías y Llosa                             | 1879   | 1879    |  |
| Alejandro Bezeda                                 | 1879   | 1881    |  |
| Carlos Alfonso González de Orbegoso              | 1879   | 1880    |  |
| Pedro Alejandrino del Solar                      | 1880   | 1881    |  |
| Mariano Pío Cornejo                              | 1881   | 1881    |  |
| Armando de La Fuente y Errea                     | 1881   | 1882    |  |
| Francisco Ballón Valdivia                        | 1882   | 1882    |  |
| Vidal García y García                            | 1882   | 1883    |  |
| Manuel Villavicencio                             | 1883   | 1883    |  |
| José Morales Alpaca                              | 1884   | 1884    |  |
| José María Ugarteche y Gutierréz Cossío          | 1884   | 1890    |  |
| José Salvador Cavero Ovalle                      | 1890   | 1890    |  |
| Federico Abril y Llosa                           | 1890   | 1892    |  |
| Narciso Ruiz de Somocurcio                       | 1892   | 1893    |  |
| ???                                              | 1893   | 1894    |  |
| Justiniano Borgoño Castañeda                     | 1894   | 1895    |  |
| Alejandro López de Romaña                        | 1895   | 1897    |  |
| Manuel Trinidad Marina Pacheco                   | 1898   | 1899    |  |
| Isaac Recavarren                                 | 1899   | 1899    |  |
| Clodomiro Cornejo Zavala                         | 1899   | 1900    |  |
| Coronel Heraclides Hernández                     | 1900   | 1902    |  |
| Coronel Domingo Parra                            | 1902   | 1904    |  |
| Fernando Alvisuri Salas                          | 1904   | 1904    |  |
| ???                                              | 1904   | 1907    |  |
| Dalmace Moner Tolmos                             | 1907   | 1907    |  |
| ???                                              | 1907   | 1911    |  |
| Germán Luna Iglesias                             | 1911   | 1911    |  |
| Augusto Bedoya Suárez                            | 1912   | 1912    |  |
| José Rodríguez del Riego                         | 1912   | 1915    |  |
| ???                                              | 1915   | 1919    |  |
| Fernando Alvisuri Salas                          | 1916   | 1916    |  |
| ???                                              | 1916   | 1919    |  |
| Eleodoro M. del Prado                            | 1919   | 1920    |  |
| ???                                              | 1920   | 1923    |  |
| Enrique Bustamante y Ballivián                   | 1923   | 1924    |  |
| ???                                              | 1924   | 1929    |  |
| Federico Fernandini Muñoz                        | 1929   | 1930    |  |
| Clemente J. Revilla                              | 1930   | 1930    |  |
| Eduardo de Belaúnde y de Romaña                  | 1931   | 1933    |  |
| Alejandro Saco Arenas                            | 1933   | 1933    |  |
| Eloy Ureta Montehermoso                          | 1941   | 1941    |  |
| Alejandro Freundt Rosell                         | 1944   | 1947    |  |
| ???                                              | 1947   | 1950    |  |
| José Félix Aramburú Salinas                      | 1950   | 1950    |  |
| Fernando Gamio Palacio                           | 1950   | 1953    |  |
| José Francisco Mareátegui                        | 1954   | 1954    |  |
| ???                                              | 1954   | 1956    |  |
| Alberto Vargas Ruiz de Somocurcio                | 1956   | 1956    |  |
| Mariano H. Melgar Conde                          | 1956   | 1956    |  |
| ???                                              | 1956   | 1963    |  |
| Enrique Mendoza Núñez                            | 1963   | 1968    |  |
| Quesada Rivas                                    | 1968   | 1968    |  |
| Héctor Guillén Cusirramos                        | 1969   | 1969    |  |
| ???                                              | 1969   | 1990    |  |
| Víctor Manzur Suárez                             | 1990   | 1991    |  |
| José Eduardo Adolfo del Carpio Begazo            | 1991   | 1992    |  |
| Luis Gutiérrez Cuadros                           | 1992   | 1992    |  |
| José Ángel Frisancho Espinoza                    | 2000   | 2001    |  |
| Marco Falconí                                    | 2001   | 2001    |  |